# Wappen des Landkreises Hof
Das Wappen des Landkreises Hof ist ein Hoheitszeichen des Landkreises Hof im Freistaat Bayern. Ein Teil des Kreisgebietes ist das bayerische Vogtland, was sich im Wappen zeigt.

## Blasonierung
Die Blasonierung wird von Landkreis wie folgt angegeben:

„Gespalten, vorne in schwarz ein linksgewendeter, rotgekrönter und rotbewehrter goldener Löwe; hinten in gold mit von rot- und silbergestücktem Bord ein rotbewehrter schwarzer Löwe.“

## Geschichte und Begründung
Das Wappen zeigt zwei Löwen, deren Verwendung sich aus der Geschichte des Landkreises herleitet. Rechts im heraldischen Sinne (das heißt links), steht das ältere Symbol: Der vogtländische Löwe. Er erinnert an die Vögte von Weida, Gera und Plauen, die ihr Wappen seit dem 13. Jahrhundert führten. Weite Teile des Landkreises, insbesondere der Nord- und Ostteil, waren jahrhundertelang Teil des Vogtlandes.
Der (heraldisch) linke Löwe steht für die Markgrafen von Brandenburg-Bayreuth, die um 1373 die Herrschaft von den Vögten übernahmen und für die Geschichte des Gebietes, das heute den Landkreis bildet, von herausragender Bedeutung waren. Der steigende schwarze Löwe mit rot-silbergestückeltem Bord ist ihr Zeichen.
Der heutige Landkreis Hof entstand 1972 aus den Altkreisen Hof, Münchberg, Naila und Rehau. Der Kreistag des vergrößerten Kreises trug der Tatsache Rechnung, dass das Wappen des bisherigen Landkreises Hof, das dieser seit 1963 führte, alle Teile des neuen Landkreises Hof berücksichtigte, indem er den Beschluss fasste, das Wappen zu übernehmen.
Der Kreis nutzt für nicht-hoheitliche Zwecke eine farbige oder einfarbige Bildmarke statt des Vollwappens.

Kreisflagge

## Flagge
Die Kreisflagge ist waagerecht und in den Farben Weiß-Schwarz gehalten und mit dem Kreiswappen belegt.

## Belege
1. 1 2  Wappen & Bildmarke. In: Heimat › Unser Landkreis. Landkreis Hof, abgerufen am 14. Januar 2024.
2. ↑  Haus der Bayerischen Geschichte – Bayerns Gemeinden. Abgerufen am 29. September 2023.